# Bârlad
Bârlad er en by i Vaslui distrikt i det østlige Rumænien. Byen har 52.475(2021) indbyggere.